# Frunpark Asten
Der Frunpark Asten ist ein Einkaufszentrum in der Marktgemeinde Asten im Bezirk Linz-Land in Oberösterreich.
Nach sieben Monaten Bauzeit eröffnete der Frunpark Asten Ende Oktober 2013. 225 Menschen sind im Einkaufszentrum beschäftigt. Für Kunden stehen 600 Parkplätze zur Verfügung, auf 32 davon finden sich Schnellladestationen von Tesla, die für alle E-Autos nutzbar sind und nahe der Ladengeschäfte stehen für E-Bikes Lademöglichkeiten zur Verfügung.

## Geschäfte
- Wok King Restaurant
- The Rolling Kitchen
- Tchibo
- Takko Fashion
- SHOE4YOU
- ROMA Friseurbedarf
- Pagro Discont
- NKD
- NEW YORKER
- Müller
- mister*lady
- LiBRO
- KULT
- JYSK
- Intersport Winninger
- Hot Burger Box
- Hartlauer
- FUSSL Modestraße
- das Fridolin
- Eurospar
- Ernsting’s family
- dm
- DIDI’s Outdoor & Armeeshop
- Deichmann
- Das Futterhaus
- C&A
- BabyOne
- Apotheke im Frunpark
- ACTION[3]

## Ausbau
Bis April 2018 wurde der Frunpark um 1200 m² erweitert, auf der Hälfte der neuen Fläche zog ein Asia-Restaurant ein.